# Krámpack
Krámpack es una película de temática LGBT y género cómico-dramático dirigida en 2000 por el director español Cesc Gay. Los papeles principales están interpretados por Fernando Ramallo y Jordi Vilches. Se trata de la segunda película del director y el guion está libremente basado en la obra teatral homónima del dramaturgo y actor español Jordi Sánchez. Su rodaje tuvo lugar en Castelldefels y la comarca del El Garraf.
La película retrata la adolescencia, el descubrimiento de la sexualidad, los sentimientos y los conflictos personales que estos pueden suponer y, en particular, la aceptación de la homosexualidad. El título se refiere a la denominación que utilizan los protagonistas para referirse a la masturbación mutua que practican varias veces a lo largo de la película.

## Argumento
Dani (Fernando Ramallo) es un adolescente que pasa las vacaciones con su amigo Nico (Jordi Vilches) en la casa familiar situada en la costa catalana. Mientras sus padres están de viaje ambos jóvenes se plantean como principal objetivo del verano perder la virginidad.
Pronto conocen a dos primas de su misma edad, Berta (Esther Nubiola) y Elena (Marieta Orozco), con las que comienzan un cierto flirteo especialmente por parte de Nico. Poco a poco Dani se va dando cuenta de que siente mucho más interés por estar con su amigo Nico que compartir su tiempo con Berta. Mientras tanto Nico hace todo lo posible por llegar a tener relaciones sexuales con Elena. Ello provoca los celos de Dani. 
Tras una pelea con Nico, en la que le da a entender su atracción hacia él, Dani se marcha de la casa toda la noche. Vagando por las calles del pueblo, confundido por sus sentimientos, se encuentra con Julián, un escritor homosexual amigo de su padre. Acaba cenando en su casa con él y unos amigos suyos. Tras pasar el día siguiente con el escritor, Dani se decide a besarlo y le propone que hagan el amor. En el último momento cambia de idea y vuelve a su casa junto a Nico. 
Los amigos hacen las paces pero el verano llega a su fin. Nico abandona la localidad para volver a su casa aclarándose respecto a su orientación sexual y quedando en el aire cuales son los sentimientos de Dani.

## Reparto
- Fernando Ramallo - Dani
- Jordi Vilches - Nico
- Marieta Orozco - Elena
- Esther Nubiola - Berta
- Chisco Amado - Julián
- Ana Gracia - Sonia
- Myriam Mézières - Marianne
- Muntsa Alcañiz - Madre de Dani
- Jesús Garay - Padre de Dani
- Mingo Ràfols - Arturo
- Pau Durà - Mario
- Eduardo González - Camarero
- Gaelle Poulave - Chica
- Eloi Yebra - Manu
- Jordi Sánchez

## Premios
La película ha obtenido diversos premios en festivales de cine internacionales como Cannes, Chicago, Málaga o San Sebastián.

### Festival de Cannes (2000)
- Premio Especial de la Juventud

### Festival de Málaga (2000)
- Premio al Mejor Director (Cesc Gay)
- Mención Especial a la Actuación (Jordi Vilches)

### Festival de San Sebastián (2000)
- Premio Sebastiane a la Mejor Película